# Výrovka (Wysoki Jesionik)
Výrovka (niekiedy Soví kameny; historyczna nazwa niem. Katzen Stein) – szczyt (góra) o wysokości 1168 m n.p.m. (podawana jest też wysokość 1167 m n.p.m.  lub 1167,4 m n.p.m.  ) w paśmie górskim Wysokiego Jesionika (cz. Hrubý Jeseník), w północno-wschodnich Czechach, w Sudetach Wschodnich, przy historycznej granicy Śląska i Moraw, w obrębie gminy Bělá pod Pradědem, oddalony o około 5,3 km na północny zachód od szczytu góry Pradziad (cz. Praděd), leżący na jego głównym grzbiecie (grzebieniu), pomiędzy szczytami Malý Jezerník i Velký Klínovec. Rozległość góry (powierzchnia stoków) szacowana jest na około 2,9 km², a średnie nachylenie wszystkich stoków wynosi około 11°.

## Charakterystyka

### Lokalizacja

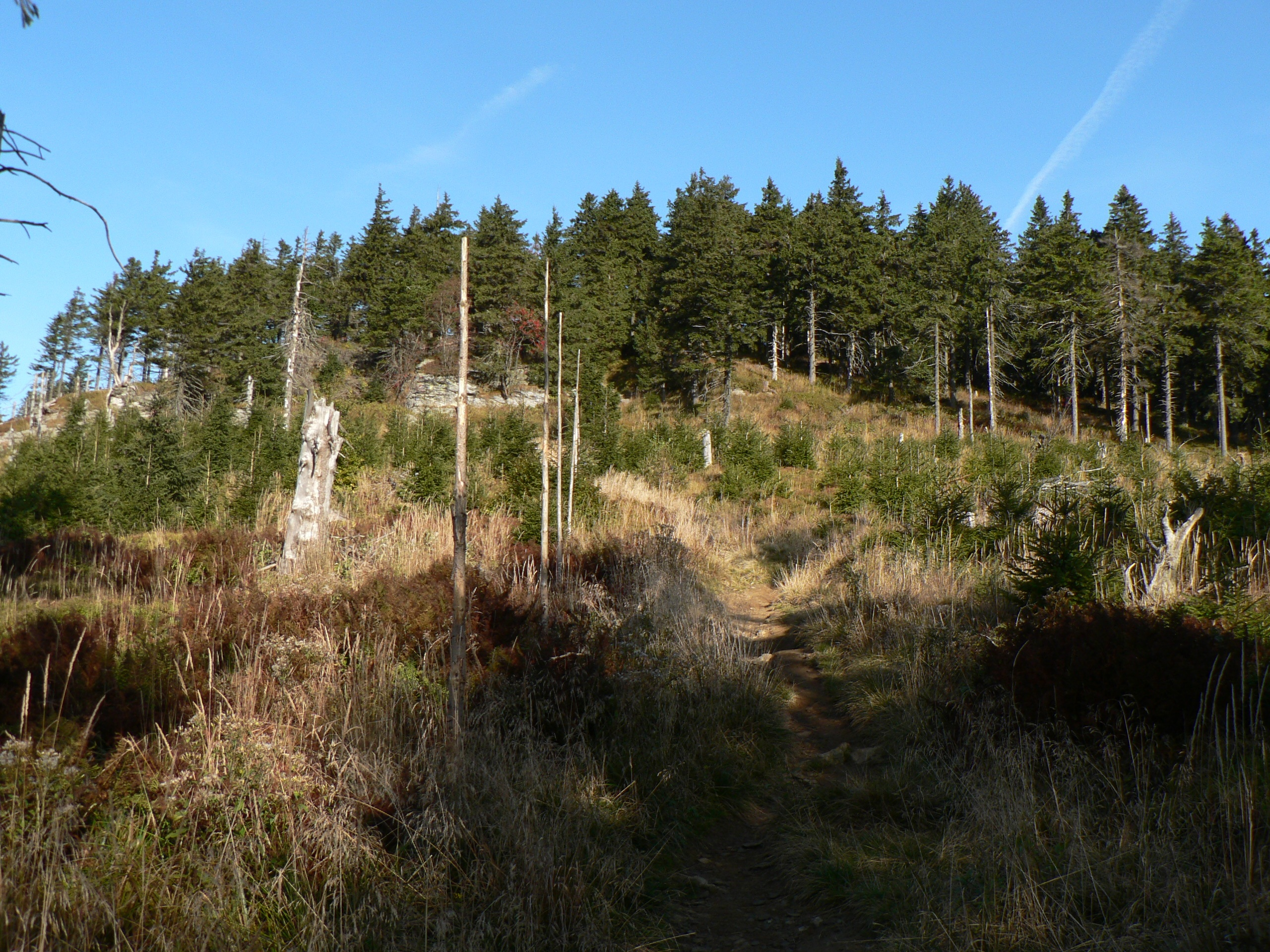
Widok od południa na charakterystyczny „czepiec” szczytowy góry Výrovka (2009 rok)

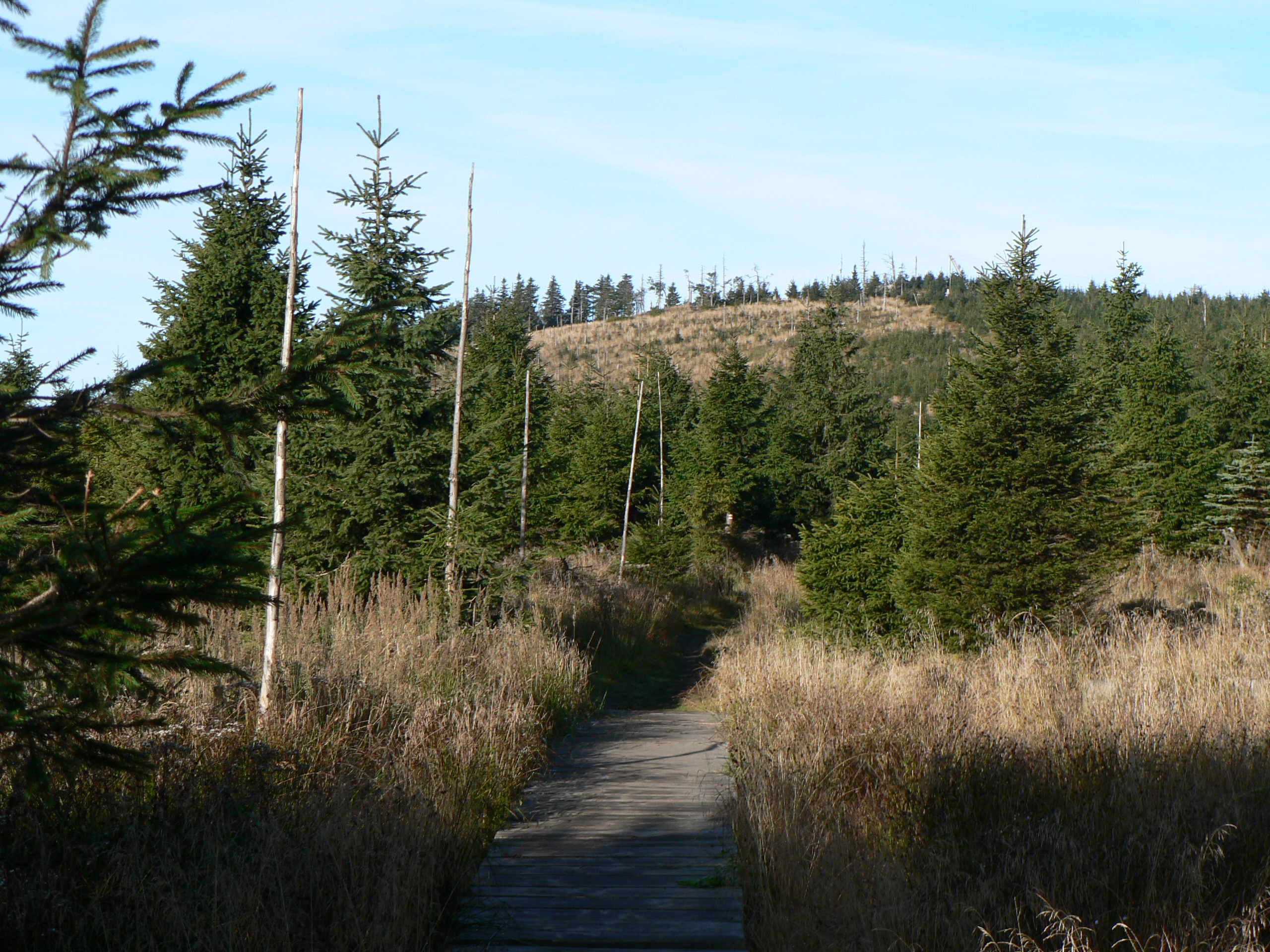
Widok z przełęczy Hřebenová na górę Výrovka (2009 rok)

Góra Výrovka położona jest w centrum całego pasma Wysokiego Jesionika. Jest górą o kopulastej powierzchni szczytowej, leżącą w części Wysokiego Jesionika, w północnym obszarze (mikroregionu) o nazwie Masyw Pradziada (cz. Pradědská hornatina), położoną na jego grzbiecie głównym (grzebieniu), ciągnącym się od przełęczy Červenohorské sedlo do przełęczy Skřítek, pomiędzy górami Malý Jezerník (oddzielona od niej przełęczą Sedlo pod Malým Jezerníkem) i Velký Klínovec (oddzielona od niej przełęczą Hřebenová) . Výrovka jest górą trudno rozpoznawalną, szczególnie z dalszych odległości (trudno dostrzegalna np. z drogi okalającej połać szczytową góry Pradziad czy słabo widoczna na tle sąsiednich szczytów z drogi wokół wierzchołka góry Dlouhé stráně, gdzie jest widoczna na prawo od linii patrzenia na szczyt Velký Klín), natomiast z bliska nieco lepiej rozpoznawalna poprzez charakterystyczne szczytowe zalesienie, przypominające kształtem „czepiec”. Szczyt bardzo dobrze jest widoczny z czerwonego szlaku turystycznego  oraz obu przełęczy Sedlo pod Malým Jezerníkem i Hřebenová.
Górę ograniczają: od północy przełęcz o wysokości 1080 m n.p.m. w kierunku szczytu Velký Klín–JZ, od północnego wschodu i wschodu doliny potoków o nazwie Javorový potok, Studený potok (1) i Bukový potok, od południowego wschodu przełęcz Sedlo pod Malým Jezerníkem o wysokości 1114 m n.p.m., od południowego zachodu dwie doliny nienazwanych potoków, będących dopływami rzeki Divoká Desná, ograniczającymi stok o nazwie Vyhlídka oraz od północnego zachodu przełęcz Hřebenová. W otoczeniu góry znajdują się następujące szczyty: od północy Velký Klín–JZ, od północnego wschodu Skalnatý i Malý Klín, od południowego wschodu Malý Jezerník, od południowego zachodu Hřbety–JZ, Hřbety i Nad Petrovkou, od zachodu Suchá hora oraz od północnego zachodu Velký Klínovec.     

### Stoki
W obrębie góry można wyróżnić cztery następujące zasadnicze stoki:
- północny o nazwie Klínovec (z położonym na nim skaliskiem o tej samej nazwie Klínovec, niedaleko skrzyżowania turystycznego Klínovec[17]), ciągnący się od szczytu do przełęczy w kierunku drugorzędnego szczytu Velký Klín–JZ oraz do przełęczy Hřebenová
- północno-wschodni o nazwie Kozí hřbet[c], najdłuższy o długości około 2,3 km, położony pomiędzy dolinami potoków Bukový potok i Javorový potok
- południowo-wschodni, ciągnący się od szczytu do przełęczy Sedlo pod Malým Jezerníkem
- południowo-zachodni o nazwie Vyhlídka

Występują tu wszystkie typy zalesienia: bór świerkowy, las mieszany oraz las liściasty, przy czym zdecydowanie dominuje zalesienie borem świerkowym. Na stokach południowo-zachodnim i północno-wschodnim poza borem świerkowym występują obszary pokryte lasem mieszanym, a wraz z obniżaniem wysokości pojawiają się na tych stokach również obszary pokryte lasem liściastym. Niemalże wszystkie stoki charakteryzują się znaczną zmiennością wysokości zalesienia, z występującymi przerzedzeniami, ogołoceniami, poprzecznymi przecinkami (stoki południowo-zachodni i północno-wschodni) oraz nielicznymi polanami. 
Na stokach położone są liczne formacje skalne, o dziwnych, skomplikowanych kształtach uformowanych pod działaniem czynników erozyjnych. Poza wspomnianym wcześniej skaliskiem o nazwie Klínovec, występują jeszcze inne formacje. Na stoku północno-wschodnim Kozí hřbet, przy niebieskim szlaku rowerowym , a jednocześnie ścieżce o nazwie Miliónová cesta, w odległości około 1070 m na północny wschód od szczytu i około 25 m na północny zachód od szlaku na wysokości 990 m n.p.m., położone jest skalisko o nazwie Kamenny kostel, kojarzące się swoim kształtem z „majestatycznym kościołem” – stąd nazwa formacji. Na tym samym stoku, ale nieco niżej na wysokościach (785–810) m n.p.m. występuje inna grupa skalna. Dojście do niej (o długości około 730 m) następuje nieoznakowaną ścieżką biegnącą z drogi Miliónová cesta przy wykorzystaniu szczegółowych map. Poza tym po drugiej stronie szczytu na południowo-zachodnim stoku Vyhlídka, w odległości około 900 m na południowy zachód od szczytu, na wysokościach około (940–1000) m n.p.m. położona jest na długości około 300 m formacja skalna o nazwie Skalní tabule. Dojście do niej następuje z niebieskiego szlaku turystycznego , w pobliżu przystanku turystycznego Skalní tabule z podaną na tablicy informacyjnej wysokością 1110 m. Nieoznakowana ścieżka w odległości około 150 m od wiaty turystycznej na tym przystanku (idąc w kierunku przełęczy Červenohorské sedlo) prowadzi w lewo zejściem w kierunku południowo-zachodnim o długości około 400 m. Jednocześnie należy pamiętać o ostrożności przy wchodzeniu i przebywaniu na stromych, niezabezpieczonych barierkami skaliskach z występującymi na nich urwiskami. 
Stoki mają stosunkowo jednolite, na ogół łagodne i zróżnicowane nachylenia. Średnie nachylenie stoków waha się bowiem od 5° (stok północny) do 13° (stok południowo-zachodni). Średnie nachylenie wszystkich stoków góry (średnia ważona nachyleń stoków) wynosi około 11°. Maksymalne średnie nachylenie stoku południowo-zachodniego w pobliżu południowo-zachodniego grzbietu góry, przy formacji skalnej Skalní tabule, na odcinku 50 m nie przekracza 40°. Stoki pokryte są siecią dróg (m.in. Miliónová cesta) oraz na ogół nieoznakowanych ścieżek i duktów. Przemierzając je zaleca się korzystanie ze szczegółowych map, z uwagi na zawiłości ich przebiegu, zalesienie oraz zorientowanie w terenie.

### Szczyt

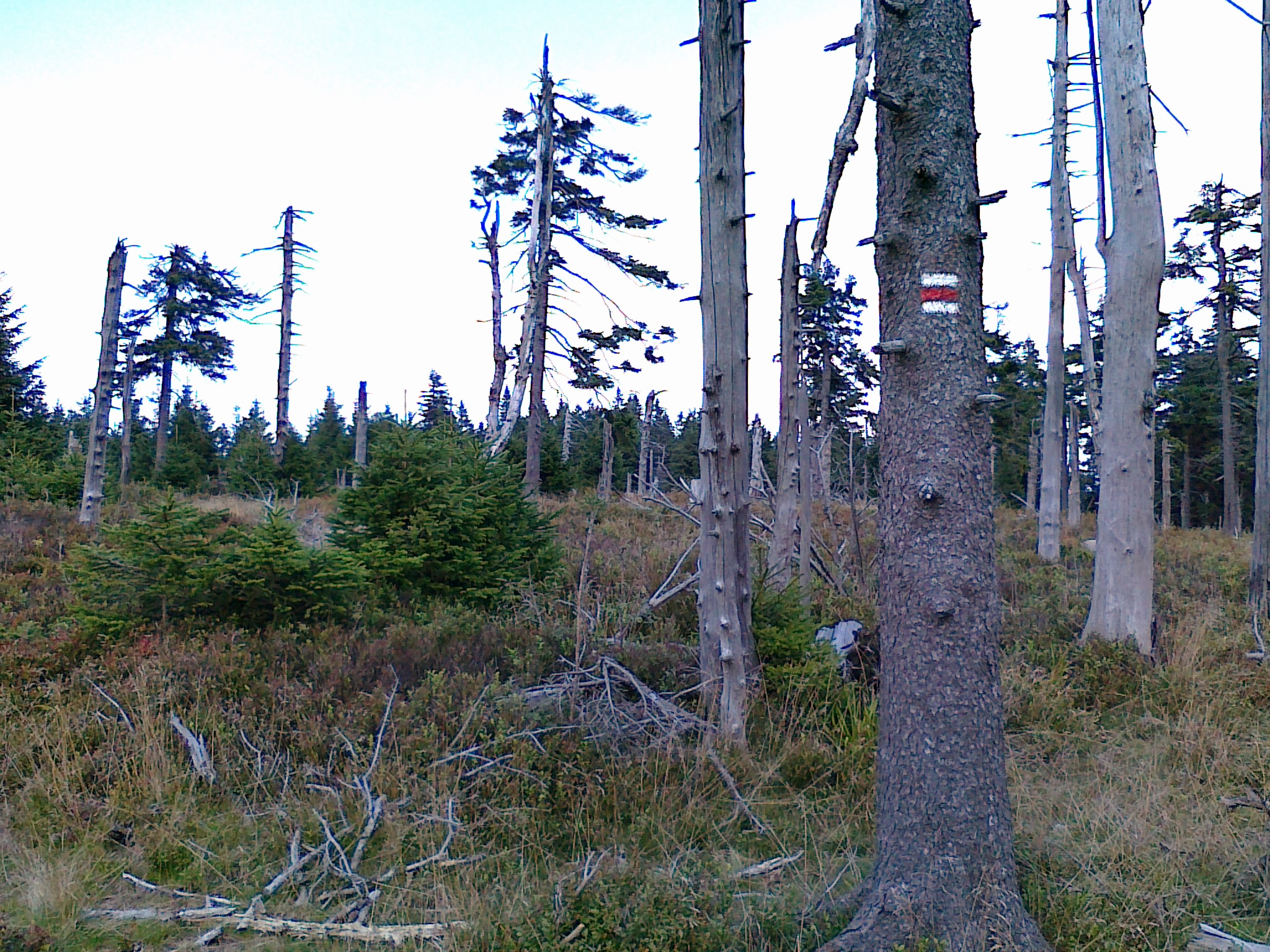
Połać szczytowa góry Výrovka (2014 rok)

Výrovka jest górą o pojedynczym szczycie. Przez połać szczytową grzbietem góry przebiega ścieżka główna, na której wytyczono czerwony szlak turystyczny . Szczyt znajduje się wśród zalesienia borem świerkowym i nie jest z tego powodu punktem widokowym, pokryty trawą wysokogórską, młodnikiem świerkowym oraz kikutami spróchniałych pni. Na połaci szczytowej znajduje się punkt geodezyjny, oznaczony na mapach geodezyjnych numerem (10.), o wysokości 1167,44 m n.p.m. oraz współrzędnych geograficznych (50°06′59,18″N 17°10′40,86″E/50,116439 17,178017), z widocznym koło niego zamontowanym stalowym słupkiem, pomalowanym na przemian w poziome pasy białe i czerwone, ostrzegającym przed jego zniszczeniem z tabliczką, z napisem Státní triangulace Poškození se trestá, oddalony o około 8 m na północny wschód od szczytu. Państwowy urząd geodezyjny o nazwie (cz. Český úřad zeměměřický a katastrální (CÚZK)) w Pradze podaje jako najwyższy punkt góry – szczyt – o wysokości 1168,1 m n.p.m. i współrzędnych geograficznych (50°06′59,0″N 17°10′40,6″E/50,116389 17,177944). 
Dojście do szczytu następuje ze ścieżki głównej i czerwonego szlaku turystycznego , od którego orientacyjnie biegnie nieoznakowana ścieżka (w podmokłym terenie), którą należy przejść odcinek o długości około 60 m.

### Geologia
Pod względem geologicznym masyw góry Výrovka należy do jednostki określanej jako warstwy vrbneńskie i zbudowany jest ze skał metamorficznych, głównie: fyllonitów (biotytów, chlorytów i muskowitów), fyllitów, gnejsów (plagioklazów), amfibolitów, porfiroidów, stromatytów, łupków łyszczykowych (grafitów), łupków zieleńcowych, kwarcytów, skał magmowych, głównie: meta-granodiorytów oraz skał osadowych, głównie meta-zlepieńców. 

### Wody
Grzbiet główny (grzebień) góry Pradziad, biegnący od przełęczy Skřítek do przełęczy Červenohorské sedlo oraz dalej do przełęczy Ramzovskiej (cz. Ramzovské sedlo) jest częścią granicy Wielkiego Europejskiego Działu Wodnego, dzielącej zlewiska Morza Bałtyckiego i Morza Czarnego . 
Góra leży na tej granicy, na zlewiskach Morza Bałtyckiego (dorzecze Odry) na stoku północnym i północno-wschodnim oraz Morza Czarnego (dorzecze Dunaju) na stoku południowo-zachodnim . Na stoku północnym bierze swój początek potok Javorový potok, a na stoku południowo-zachodnim kilka krótkich nienazwanych potoków będących dopływami innego nienazwanego potoku, będącego z kolei dopływem rzeki Divoká Desná.

#### Wodospady
Atrakcją dla miłośników pięknych krajobrazów są kaskady, złożone z wielu wodospadów, znajdujące się przy stoku północno-wschodnim na płynących tam potokach.
| Wodospady przy stoku góry Výrovka |                   |                |                                                                    |                               |                                      |
| Lp.                               | Wodospad          | Potok          | Lokalizacja                                                        | Wysokość bezwzględna m n.p.m. | Wysokość wodospadu m                 |
| 1                                 | Bukové vodopády   | Bukový potok   | stok północno-wschodni, około 1,5 km na północny wschód od szczytu | 775–950                       | 2; 4; 2; 4,5; 4; 2                   |
| 2                                 | Javorové vodopády | Javorový potok | stok północno-wschodni, około 1,4 km na północny wschód od szczytu | 770–925                       | 2,5; 2; 5; 4,5; 1,5; 3; 2; 2; 1,5; 2 |

## Ochrona przyrody
Cała góra znajduje się w obrębie wydzielonego obszaru objętego ochroną o nazwie Obszar Chronionego Krajobrazu Jesioniki (cz. Chráněná krajinná oblast (CHKO) Jeseníky), a utworzonego w celu ochrony utworów skalnych, ziemnych i roślinnych oraz rzadkich gatunków zwierząt. Na stokach nie utworzono żadnych rezerwatów przyrody lub innych obiektów nazwanych pomnikami przyrody. Ponadto na obszarze góry nie wytyczono żadnych ścieżek dydaktycznych.

## Turystyka
Na górze Výrovka nie ma żadnego schroniska turystycznego lub hotelu górskiego. W odległości około 3,1 km na południowy wschód od szczytu, położone jest najstarsze schronisko turystyczne w paśmie Wysokiego Jesionika Švýcárna oraz w odległości około 2 km na północny zachód od szczytu, na przełęczy Červenohorské sedlo znajduje się cały kompleks turystyczny, z hotelem Červenohorské Sedlo i bazą pensjonatów. Do osady Filipovice z hotelem Stará pošta jest około 4,5 km od szczytu w kierunku północnym. Ponadto do bazy turystycznej przy drodze Hvězda – Pradziad jest od szczytu około 5,3 km w kierunku południowo-wschodnim, gdzie położone są następujące hotele górskie i schroniska turystyczne:
- na wieży Pradziad: hotel Praděd oraz na stoku góry Pradziad hotel górski Kurzovní chata i schronisko Barborka
- na stoku góry Petrovy kameny hotele górskie: Ovčárna i Figura oraz schronisko Sabinka

Kluczowym punktem turystycznym jest oddalone o około 620 m na południowy wschód od szczytu skrzyżowanie turystyczne U Výrovky z podaną na tablicy informacyjnej wysokością 1110 m, przez które przechodzi jeden ze szlaków turystycznych i szlaków rowerowych oraz trasy narciarstwa biegowego. 

### Szlaki turystyczne
Klub Czeskich Turystów (cz. Klub Českých Turistů) wytyczył w obrębie góry trzy szlaki turystyczne na trasach:
 Červenohorské sedlo – góra Velký Klínovec – przełęcz Hřebenová – szczyt Výrovka – przełęcz Sedlo pod Malým Jezerníkem – szczyt Malý Jezerník – góra Velký Jezerník – przełęcz Sedlo Velký Jezerník – schronisko Švýcárna – góra Pradziad – przełęcz U Barborky – góra Petrovy kameny – Ovčárna – przełęcz Sedlo u Petrových kamenů – góra Vysoká hole – szczyt Vysoká hole–JZ – szczyt Kamzičník – góra Velký Máj – przełęcz Sedlo nad Malým kotlem – góra Jelení hřbet – Jelení studánka – przełęcz Sedlo pod Jelení studánkou – góra Jelenka – góra Ostružná – Rýmařov
 Červenohorské sedlo – góra Velký Klínovec – góra Výrovka – góra Malý Jezerník – Kamzík
 Bělá pod Pradědem – góra Nad Borovým – góra Zaječí hora – góra Ztracený vrch – góra Lysý vrch – szczyt Klanke – rezerwat przyrody Vysoký vodopád – wodospad Vysoký vodopád – góra Malý Děd – schronisko Švýcárna – dolina potoku Środkowa Opawa – Vidly – Bílý Potok – Hutě

### Szlaki rowerowe i trasy narciarskie
W obrębie góry wyznaczono również dwa  szlaki rowerowe na trasach:
 Červenohorské sedlo – góra Velký Klínovec – góra Výrovka – Kamzík – góra Velký Jezerník – przełęcz Sedlo Velký Jezerník – góra Malý Děd – schronisko Švýcárna – góra Pradziad – przełęcz U Barborky – góra Petrovy kameny – Ovčárna – przełęcz Hvězda
 Videlské sedlo – rezerwat przyrody Vysoký vodopád – góra Malý Děd – góra Velký Jezerník – góra Malý Jezerník – góra Malý Klín – góra Výrovka – góra Velký Klín – Jeřáb – góra Velký Klínovec – Červenohorské sedlo
W obrębie szczytu oraz na stokach nie poprowadzono żadnej trasy narciarstwa zjazdowego. W okresach ośnieżenia wzdłuż szlaków rowerowych przebiegają trasy narciarstwa biegowego, w tym z trasą o nazwie tzw. (cz. Jesenická magistrála). 
 Videlské sedlo – rezerwat przyrody Vysoký vodopád – góra Malý Děd – góra Velký Jezerník – góra Malý Klín – góra Výrovka – góra Velký Klín – Jeřáb – góra Velký Klínovec – Červenohorské sedlo